# Manlius (Villedieu)
Pour les articles homonymes, voir Manlius (homonymie).
Manlius est une tragi-comédie de Marie-Catherine de Villedieu créée en mai 1662 au théâtre de l'Hôtel de Bourgogne.

## Personnages
- Torquatus, consul romain ;
- Manlius, fils du consul ;
- Camille, veuve de Decius ;
- Omphale, princesse d'Épire, captive des Romains ;
- Junius, ami de Torquatus ;
- Phénice, suivante d'Omphale ;
- Pison, licteur.

## Historique
Il s'agit de la toute première pièce écrite par une femme à être présentée sur une scène parisienne. Cette tragi-comédie versifiée, signée par son autrice de son nom de jeune fille, avait assez bien réussi d'après Tallemant des Réaux. La pièce engendra cependant une querelle de plusieurs années entre l'abbé d'Aubignac, sous la faveur duquel Villedieu avait composé sa pièce, et Donneau de Visé. Ce dernier reprochait à Marie-Catherine Desjardins d'avoir pris des libertés vis-à-vis de l'Histoire romaine de Tite-Live, dans laquelle le dénouement du récit différait, et où le personnage de Camille était d'ailleurs absent.
Le consul Torquatus avait fait décapiter son fils en 340 av. J.-C., pour avoir bafoué les ordres du Sénat, en livrant une bataille contre les Latins, malgré une victoire. Donneau de Visé rappelle donc que la discipline militaire des Romains n'aurait jamais autorisé la grâce du fils, comme cela se produit dans la pièce. En réadaptant les faits historiques à son œuvre, et en réhumanisant Torquatus, Madame de Villedieu enfreignait ainsi la règle de vraisemblance imposée par le courant classiciste.
D'Aubignac approuvait les manquements à l'Histoire, ce qui l'amena à souligner selon lui l'importance majeure de la « beauté du théâtre » sur la réalité historique. De même, la pièce fut un succès critique et Loret en dit grand bien dans sa Muse historique.

## Éditions modernes
- Théâtre de femmes de l'Ancien Régime, dir. Aurore Évain, Perry Gethner et Henriette Goldwyn, vol. 2, Classiques Garnier, 2022.